# 萧龙友
萧龙友（1870年2月13日—1960年10月21日），本名方骏，字龙友，别号息翁，男，祖籍四川三台，出生于四川雅安。中国近代医学家。

## 生平
1870年2月13日出生于四川雅安。1897年，曾任山东淄川县知县、济阳县知县。1914年，进入北京，担任财政、农商部秘书。后在北京从事中医，与施今墨、孔伯华、汪逢春合成“京城四大名医”，又有“北方萧龙友，南方陆渊雷”之称。中华人民共和国成立后，担任第一届全国人大代表。1954年9月，他出席第一次会议讨论宪法草案，期间并发言。之后连任二届全国人民代表大会代表，后担任中央文史馆馆员，中国科学院生物地学部委员，卫生部中医研究院学术委员、名誉院长，中华医学会副会长。

## 家庭
祖父萧鸿吉。父亲萧端澍。叔父萧端洁。
长子萧瑾。次子萧璋。女儿萧琼，女婿蒋兆和，外孙女萧承悰。